# Oscillation arctique

Positions moyennes des systèmes météorologiques lors des oscillations arctiques positives et négatives.

L’oscillation arctique (OA) est une variation de la différence de pression atmosphérique, au niveau de la mer, entre 20° N et le Pôle, d'une année à l'autre. Cette variation est reliée à l'intensité et la position moyenne des dépressions et anticyclones entre l'Arctique et les latitudes de 37° à 45° nord ; ainsi que celle du vortex polaire. Elle couvre tout l’hémisphère nord alors que d'autres oscillations similaires, comme l’oscillation nord-atlantique, couvrent des bassins océaniques particuliers.

## Définition
Lorsque l'oscillation arctique se trouve dans sa phase positive, il existe une plus grande différence de pression entre 20N et le Pôle, une basse pression prédomine dans l'Arctique et une haute pression dans les latitudes tempérées de la planète. Lorsqu'elle est négative, les systèmes s'inversent. Il faut habituellement de quelques jours à plusieurs mois pour que les situations s'inversent ainsi et c'est ce que l'on nomme l'oscillation.
Ce schéma de la situation en surface est intimement lié à la situation dans la haute troposphère et la stratosphère. La stratosphère tend à se refroidir durant la phase positive, et inversement durant la phase négative. Cela a pour conséquence de renforcer le vortex polaire en phase positive.

## Périodicité

Graphique de l'oscillation arctique hivernale (positive en rouge et négative en bleu) de 1899 à 2013.

Le basculement zonal symétrique entre les pressions du niveau de la mer dans les latitudes polaires et tempérées a été identifié pour la première fois par Edward Lorenz et nommé en 1998 par David W.J. Thompson et John Michael Wallace,.
Pendant la plus grande partie du XXe siècle, l'oscillation arctique a alterné entre des phases positives et négatives. À partir des années 1970, l'oscillation s'est orientée vers une phase plus positive lorsqu'elle fut calculée en utilisant une moyenne mobile de 60 jours, bien qu'elle ait évolué vers un état plus neutre au cours de la dernière décennie. 
L'oscillation fluctue aussi de manière stochastique entre les valeurs négatives et positives sur des échelles de temps variées : journalières, mensuelles, saisonnières et annuelles. Malgré ce caractère les météorologues ont atteint un niveau de précision prédictive élevé ces dernières années : la corrélation entre les observations réelles et la prévision d'ensembles du modèle de prévision numérique du temps GSF à 7 jours est d'environ 0,9, chiffre très élevé pour cette statistique.

## Effets
Lors des périodes positives de l'indice, l'Europe et l'Asie enregistrent des températures plus chaudes qu'à l'accoutumée alors qu'il fait plus froid dans le nord du Canada. Lors de périodes négatives, l'inverse se produit.
Par exemple, lors du mois de décembre 2010 (qui a été froid et neigeux sur une grande partie de l'Europe), ou bien lors du mois de juillet 2011 (mois de juillet le plus froid depuis 30 ans, en France), l'oscillation arctique était fortement négative.[réf. nécessaire]

## Relation avec d'autres oscillations
Il existe un débat pour savoir si l’oscillation nord-atlantique est une vue régionale, au niveau de l'Atlantique Nord, de l’oscillation arctique ; ou bien si l’oscillation nord-atlantique a une existence physique. L'approche actuelle tend à privilégier la première hypothèse.

El Niño pourrait favoriser un réchauffement de la stratosphère, et donc une phase négative de l'oscillation. Cependant, dû au fait que la réaction de l'atmosphère à El Niño n'est pas immédiate et doit se propager, cet effet ne se fait sentir qu'en fin d'hiver. Cette approche est par exemple utilisée par le Met Office. D'autres organismes, tels que le KNMI, considèrent qu'El Nino n'a pas d'effet sur les hivers européens. 
Il existe également un lien avec l'oscillation quasi-biennale (OQB). L'oscillation arctique tend à être négative dans la phase d'Est de la OQB. 